# Barbara Nedeljáková

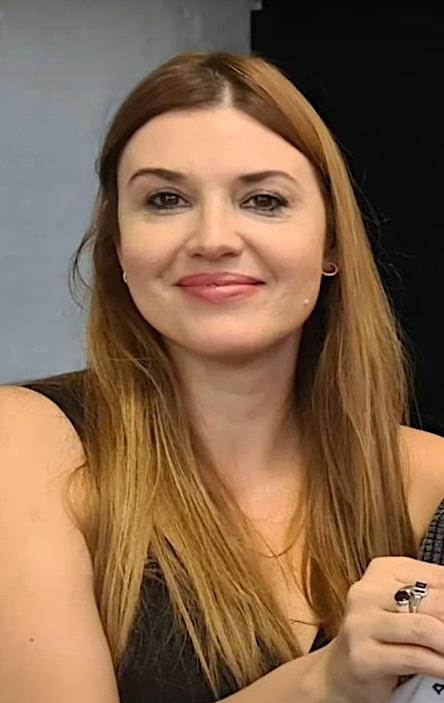
Barbara Nedeljakova im Jahr 2022

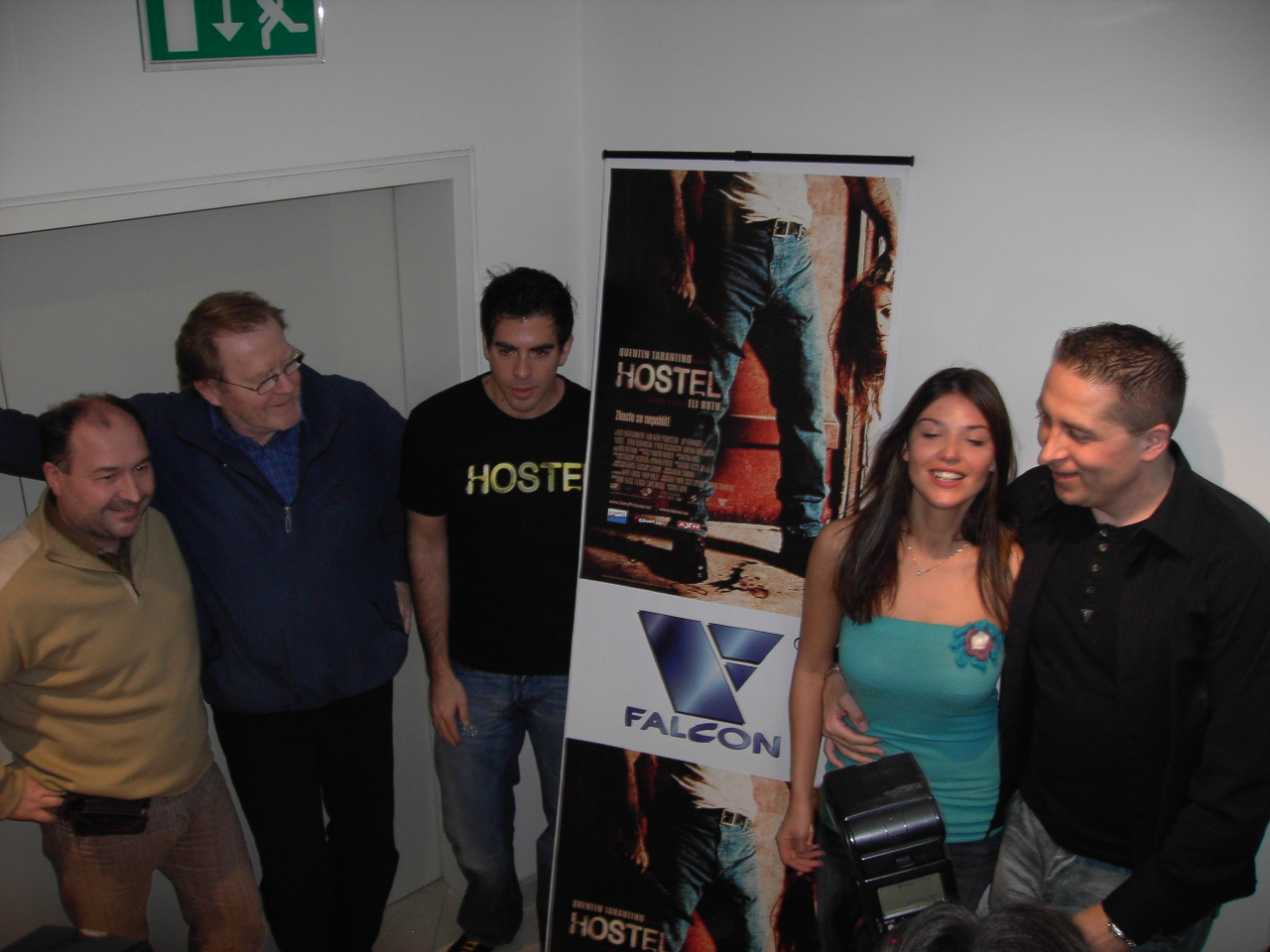
Barbara Nedeljakova mit der Crew von Hostel (2006)

Barbara Nedeljáková (* 16. Mai 1979 in Banská Bystrica, Tschechoslowakei) ist eine slowakische Schauspielerin.

## Leben
Barbara Nedeljáková studierte Schauspiel in Prag. 
2003 spielte Nedeljáková eine kleine Rolle in Shanghai Knights mit Jackie Chan und Owen Wilson. 2005 war sie an der Seite von Dwayne „The Rock“ Johnson, Karl Urban und Rosamund Pike in Doom – Der Film zu sehen. Im gleichen Jahr stand sie für Eli Roth in Hostel in ihrer ersten Hauptrolle vor der Kamera. 2012 stand sie als Stripperin Raven in der britischen Horror-Komödie Strippers vs Werewolves vor der Kamera.
Abseits der Schauspielerei arbeitet Nedeljáková als Puppenspielerin an einem Marionettentheater.

## Filmografie
- 2001: Cerní andelé (Fernsehserie, Folge 1x07)
- 2003: Shanghai Knights
- 2005: Hostel
- 2005: Doom – Der Film (Doom)
- 2007: Hostel 2 (Hostel: Part II)
- 2010: Isle of Dogs
- 2010: Pimp
- 2010: Ashes
- 2011: Kinder des Zorns: Genesis – Der Anfang (Children of the Corn: Genesis)
- 2011: The Hike – Ausflug ins Grauen (The Hike)
- 2012: Strippers vs Werewolves
- 2013: Crossing Lines (Fernsehserie, Folge 1x08)
- 2013: The Winner 3D
- 2014: Hell's Kitty (Fernsehserie, Folge 1x13)
- 2015: L.A. Slasher
- 2015: Whispers
- 2016: DaZe: Vol. Too (sic) – NonSeNse
- 2018: Hell's Kitty
- 2018: Modrý kód (Fernsehserie, Folge 1x111)
- 2020: Sky Sharks
- 2023: Out for Vengeance